# Elis Fischer
Elis Fischer, né le 18 janvier 1834 et mort le 19 août 1889, est un banquier et homme d'affaires suédois,.

## Biographie
Il a étudié le droit à l'Université d'Uppsala. Il est connu pour le procès Fischer en décembre 1886. Dans lequel il a été accusé de crime économique.